# 安原王

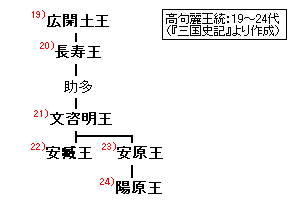
三国史记中的高句丽世系

安原王（501年—545年）高句丽第23代君主。安藏王的弟弟，名寶延（보연）中國史籍稱之為「高延」，公元531－545年在位。
由于安藏王无子，安原王继位。在安原王时期，王室间的纷争加剧。两政治集团对王位继承进行争斗。
545年，安原王去世（《梁書》、《南史》俱載548年卒），阳原王继位。

## 相关册封
- 531年，梁武帝封安原王為“寧東將軍”、“高麗王”与安藏王相同。安原王即位时仅八岁。
- 532年，北魏孝武帝詔策使持節、散騎常侍、領護東夷校尉、辽東郡開國公、高句麗王。

## 家庭

### 妻妾
- 正夫人某氏
- 中夫人麤群氏
- 小夫人細群氏

### 子女
- 陽原王高平成，母中夫人麤群氏

| 前任： 安藏王 | 高句丽君主 531年-545年 | 繼任： 阳原王 |